# Andrass Samuelsen
Andrass Samuelsen   (Haldórsvík, 1 de juliol de 1873 - Fuglafjørður, 30 de juny de 1954) va ser un polític conservador feroès, membre del Partit Unionista. Va ser la primera persona en ocupar el càrrec de primer ministre de les Illes Fèroe després de l'autonomia aconseguida el 1948 (l'anomenat Heimastýrislógin o llei d'Autonomia).

## Vida personal
Samuelsen va néixer a Haldarsvík, Streymoy, l'1 de juliol de 1873. Era fill de Katrina Malena, nascuda Mikkelsen, i de Sámal Joensen d'Haldarsvík. Estava casat amb Beata Emilia, nascuda Lindenskov, de Tórshavn. Va viure bona part de la seva vida a Fuglafjørður, a l'illa d'Eysturoy.
El seu fill Georg Lindenskov Samuelsen (1910-1997) va ser l'editor del diari Dimmalætting durant gairebé 50 anys. La seva neta Lisbeth L. Petersen va ser una de les primeres dones en exercir la política a les Illes Fèroe, i el seu net Eilif Samuelsen també ha estat un membre actiu del Partit Unionista.

## Carrera política
Va ser diputat del Løgting (parlament feroès) entre els anys 1906 i 1950. De 1913 a 1916 i de 1918 a 1939 també ho va ser del Folketing (parlament danès). Els anys 1917 i 1918 va ser membre del Landsting (segona càmera danesa). Samuelsen va presidir el Partit Unionista del 1924 al 1948.
Va ocupar el càrrec de primer ministre de les Illes Fèroe de 1948 a 1950. Va ser la primera persona que exercia aquesta responsabilitat des que havia estat suprimida el 1816. Després de les eleccions feroeses del 1950 Samuelsen es va retirar de la política activa, i va deixar el lloc de primer ministre al seu company de partit Kristian Djurhuus.
Andrass Samuelsen va morir a Fuglafjørður el 30 de juny de 1954, als 80 anys. N'hauria fet 81 l'endemà de la seva mort.
Samuelsen va ser nomenat cavaller de l'Orde de Dannebrog el 1921 i va rebre la Creu d'Honor de l'Orde de Dannebrog el 1935.